# Stay What You Are
| Оценки критиков  | Оценки критиков |
| Источник         | Оценка          |
| ---------------- | --------------- |
| AllMusic         | [ 1 ]           |
| Billboard        | благоприятно    |
| Chart Attack     | благоприятно    |
| DecoyMusic       | [ 4 ]           |
| Exclaim!         | благоприятно    |
| LAS Magazine     | благоприятно    |
| The Morning Call | смешанно        |
| Ox-Fanzine       | 10/10           |
| Pitchfork Media  | 2.9/10          |
| Sputnikmusic     | [ 10 ]          |

Stay What You Are (с англ. — «Оставайся самим собой») — третий студийный альбом американской рок-группы Saves the Day, выпущенный 10 июля 2001 года лейблом Vagrant Records. На данном альбоме Saves the Day начали отходить от своих корней; альбом был более поп-ориентированным, с более сложной гитарной работой и аранжировками, чем это было на предыдущих релизах, основанных на пауэр-аккордах.
Stay What You Are получил положительные отзывы критиков на момент своего выхода и остаётся влиятельным альбомом в жанрах эмо и поп-панк. Он был описан как «передающий острые ощущения поп-панка, интеллект инди-рока и необузданность эмо одновременно». Ведущий сингл «At Your Funeral» попал в чарты Соединённого Королевства и Шотландии.

## Предыстория
Во время тура в марте 2000 года группа попала в аварию на фургоне, которая едва не положила конец их карьере. Авария на фургоне в некоторой степени вдохновила группу на написание песен. К тому моменту вокалист Крис Конли «по-настоящему почувствовал себя уверенно» и впоследствии «намного больше получал удовольствия» от написания песен. У Конли была собственная студия звукозаписи, где он «проводил весь день», «создавая песни в своём маленьком мире». В апреле было объявлено, что группа подписала контракт с Vagrant Records благодаря успеху альбома Through Being Cool (1999 г.). Позже в том же месяце сайт Punknews.org сообщили, что группа выпустит свой следующий альбом в начале 2001 года. В январе 2001 года на том же сайте сообщили, что группа записывается со Стивом Эветсом, который продюсировал два предыдущих альбома группы.

## Запись
Запись началась 17 марта 2001 года и продолжалась до апреля, что в три раза дольше, чем на двух предыдущих альбомах. Конли описал продюсера Роба Шнапфа как «по-настоящему спокойного, расслабленного парня. Его расслабленность создавала приятную, творческую атмосферу в студии». Запись проходила в трёх студиях: Sunset Sound Recorders и The Sound Factory в Голливуде, Калифорния, и Sonora Sound в Лос-Фелисе, Калифорния. Дуг Бём записывал выступления с помощью Стивена Роудса и Сета Маклейна. Джош Тёрнер работал над звуком через Pro Tools во время сессий. Поначалу работа шла медленно из-за, как объясняет группа, «некоторых трудностей, с которыми мы столкнулись при настройке гитар». Ричард Бэррон играл на органе в песне «Cars & Calories». Шнапф и Бём сводили записи, а Дон Тайлер занимался мастерингом в студии Precision Mastering. Всего было записано 13 треков, включая два ауттэйка «Ups and Downs» и «For Erminie».

## Композиция и стиль
В то время как Stay What You Are был назван пост-хардкор-, пауэр-поп- и поп-панк- альбомом, группа перешла на территорию пост-панка, сочетая эмо с агрессивностью пост-гранжа. Это был более мягкий, мрачный и мелодичный альбом, чем два предыдущих, его сравнивали с The Promise Ring и Seaweed. Конли сказал, что более медленное звучание было намеренным, так как группа больше не хотела исполнять быструю музыку и хотела, чтобы мелодии определяли песни.

### Песни
Вступительный трек «At Your Funeral» рассказывает о смерти друга. 
«Cars & Calories» рассказывает о культуре знаменитостей. Конли объяснил, что «в разные моменты своей жизни он чувствовал себя немного отчуждённым, просто глядя на культуру, особенно на эту беспокойную современную культуру». Конли написал песню в пустой комнате в офисе Vagrant Records. Он сыграл вступительные аккорды, и вскоре последовала остальная часть песни. 
«Jukebox Breakdown» рассказывает о том, как можно позволить себе вольности при создании музыки и к чему это может привести. 
«As Your Ghost Takes Flight» рассказывает о героиновой зависимости друга. 
«Nightingale» использует искажённый вокал. 
«All I’m Losing Is Me» затрагивает проблемы, с которыми сталкивается поколение X, и задаёт несколько вопросов. 
Баллада «This Is Not an Exit» была сравнена с песней «Out of Reach» группы The Get Up Kids.

## Выпуск и продвижение
В начале июня 2001 года MP3-файл с песней «See You» был опубликован на сайте PopPunk.com. Группа отправилась в короткий двухнедельный тур по США, после чего в конце месяца отыграла несколько концертов в Японии . Изначально планировалось выпустить альбом 5 июня, но в итоге он вышел 10 июля на лейбле Vagrant Records. Группа должна была выступить в рамках Warped Tour, однако вместо этого они возглавили Vagrant America Tour с начала июля до начала сентября. В середине тура группа выступила на Krazy Fest 4 в Луисвилле, штат Кентукки. «At Your Funeral» был выпущен в качестве радиосингла в сентябре. В том же месяце в Лос-Анджелесе был снят клип на эту песню. В нём используется творческий подход к управлению движением, аналогичный «Реквием по мечте». После тура Vagrant America в сентябре барабанщик Брайан Ньюман покинул группу, чтобы учиться в колледже. Его место временно занял Дэймон Аткинсон из Hey Mercedes.
В ноябре и декабре группа отправилась в турне с Hey Mercedes, Thursday, Whatever It Takes и Kind of Like Spitting. В конце ноября на MTV2 состоялась премьера клипа «At Your Funeral». В декабре 2001 года группа выступила в «Очень позднее шоу»; в следующем месяце они появились в «Поздняя ночь с Конаном О’Брайеном». В январе 2002 года группа выступала на разогреве у Weezer в рамках тура Hyper Extended Midget в США. В феврале и марте группа гастролировала с Small Brown Bike и Piebald, после чего выступила на разогреве у Alkaline Trio в их туре по Великобритании. В мае был снят клип на песню «Freakish» с участием кукол в стиле Маппет-шоу. Группа выступала на разогреве у Blink-182 и Green Day в рамках их совместного тура Pop Disaster в мае и июне. 15 июля было объявлено, что группа выгнала гитариста Теда Александера. В августе группа выступила на фестивале Bizarre в Германии. В октябре и ноябре группа отправилась в тур по США при поддержке Ash.

## Коммерческий успех
За первую неделю было продано 14 970 копий альбома Stay What You Are, а к концу года — 70 000 копий. К марту 2002 года было продано более 120 000 копий, и альбом стал одним из самых продаваемых релизов Vagrant Records. Альбом занял 100-е место в чарте Billboard 200.

## Отзывы критиков

### Влияние
Спустя годы после выхода Stay What You Are считается классикой и одним из самых влиятельных музыкальных произведений в жанрах эмо и поп-панк. Он попал в списки лучших эмо-альбомов по версии Houston Press, Loudwire и NME. Кроме того, журнал Paste поставил клип «At Your Funeral» на седьмое место в списке 10 лучших эмо-клипов, а сама песня попала в список лучших эмо-песен по версии Vulture. Тим Лэндерс из Transit и Брэндон Макмастер из The Crimson Armada включили этот альбом в свои списки «Пять альбомов, которые изменили мою жизнь». В 2014 году группа Holophonics выпустила кавер-версию альбома в стиле ска. Группа Saves the Day полностью исполнила альбом на фестивале FYF Fest в августе 2016 года.

## Список композиций
Все тексты написаны Крисом Конли, вся музыка написана группой Saves the Day.
| №                   | Название                     | Длительность |
| ------------------- | ---------------------------- | ------------ |
| 1.                  | «At Your Funeral»            | 3:09         |
| 2.                  | «See You»                    | 2:08         |
| 3.                  | «Cars & Calories»            | 2:45         |
| 4.                  | «Certain Tragedy»            | 2:27         |
| 5.                  | «Jukebox Breakdown»          | 3:04         |
| 6.                  | «Freakish»                   | 3:47         |
| 7.                  | «As Your Ghost Takes Flight» | 2:25         |
| 8.                  | «Nightingale»                | 3:36         |
| 9.                  | «All I'm Losing Is Me»       | 3:22         |
| 10.                 | «This Is Not an Exit»        | 3:56         |
| 11.                 | «Firefly»                    | 2:51         |
| Общая длительность: | Общая длительность:          | 33:30        |

## Участники записи[20]
| Saves the Day - Крис Конли — вокал - Дэвид Солоуэй — соло-гитара - Тед Александер — ритм-гитара - Эбен Д’Амико — бас-гитара - Брайан Ньюман — барабаны Производственный персонал - Роб Шнапф — продюсер, сведение - Даг Бём — запись, сведение - Стивен Родс — ассистент - Сет Маклейн — ассистент - Джош Тёрнер — инженер Pro Tools - Дон С. Тайлер — мастеринг | Художественное оформление - Брайан Ньюман — фотография, дизайн - Джереми Вайс — дополнительная фотография для буклета - Кевин Кусацу — дополнительная фотография для буклета - Джоби Дж. Форд — дизайн |

## Чарты
| Чарт (2001 г.)      | Позиция в чарте |
| ------------------- | --------------- |
| США (Billboard 200) | 100             |

| Сингл             | Год  | Позиция в чарте | Позиция в чарте | Позиция в чарте |
| Сингл             | Год  | SCO             | UK              | UK Indie        |
| ----------------- | ---- | --------------- | --------------- | --------------- |
| «At Your Funeral» | 2002 | 71              | 79              | 16              |
| «Freakish»        | 2002 | —               | 112             | 33              |